# Juncus effusus
Espèce
Classification APG III (2009)
Statut de conservation UICN

 LC  : Préoccupation mineure
Juncus effusus, le Jonc épars, Jonc spiralé, Jonc tortueux ou encore Jonc diffus, est une espèce de plantes herbacées de la famille des Juncaceae. Ce jonc pousse dans les zones humides tempérées (prairies humides, mares et étangs), du niveau de la mer jusqu'à 1 700 mètres d'altitude. Il est cultivé en tant que plante ornementale.
Juncus effusus est une espèce cosmopolite qui se rencontre dans la plus grande partie de l'Europe, de l'Asie jusqu'à l'Indonésie vers le sud, de l'Amérique du Nord, ainsi que dans les îles de l'Atlantique et à Madagascar.

## Description
Ce jonc forme des rhizomes souterrains traçants, produisant des touffes de tiges atteignant de 40 à 80 centimètres. Les tiges sont dressées, glabres et creuses, remplies d'une moelle spongieuse. Les feuilles sont réduites à des gaines basiliaires rousses. Les fleurs sont petites (2 mm), à 3 sépales et trois pétales beige verdâtre, 3 étamines et un ovaire à trois lobes.

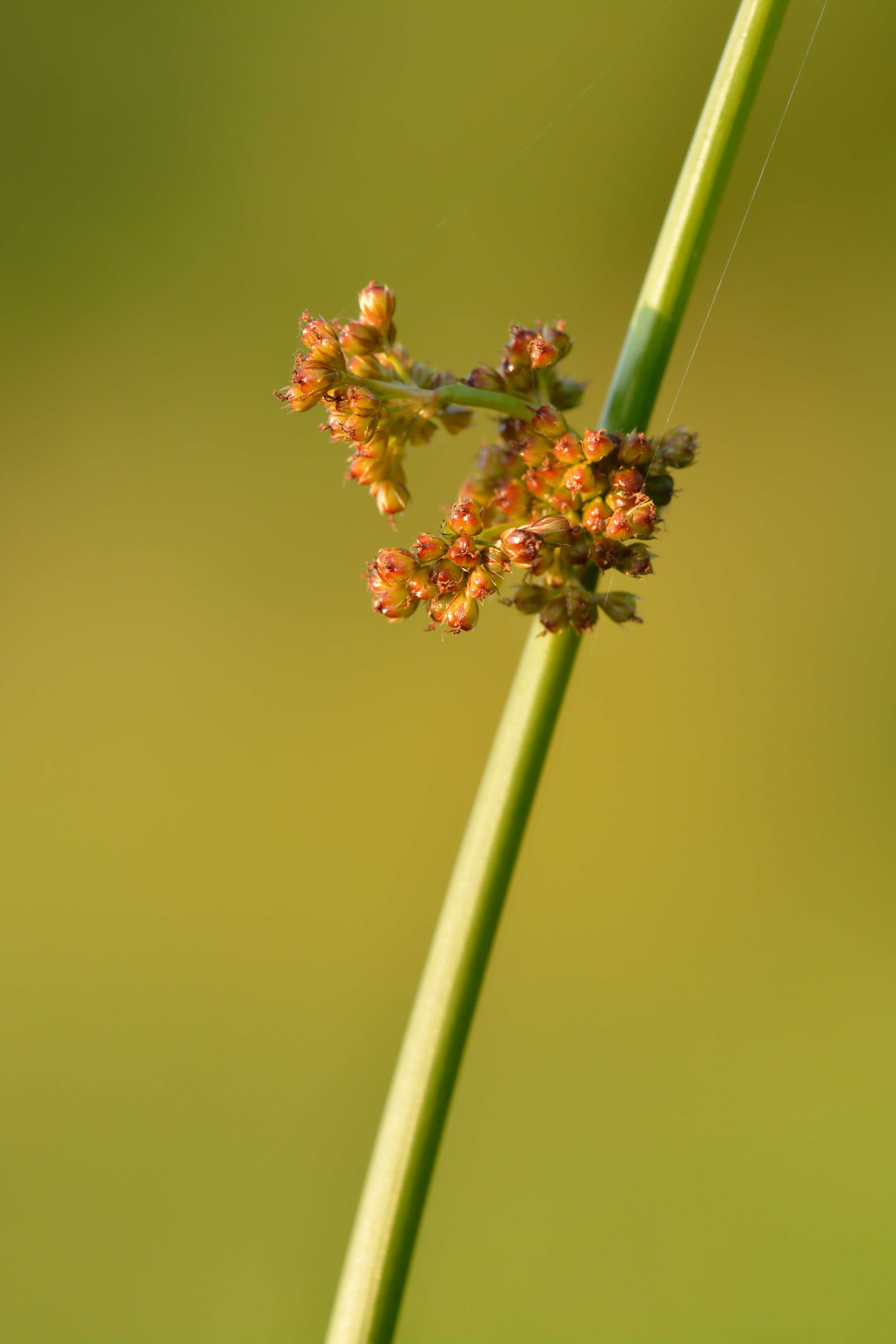
Fleurs
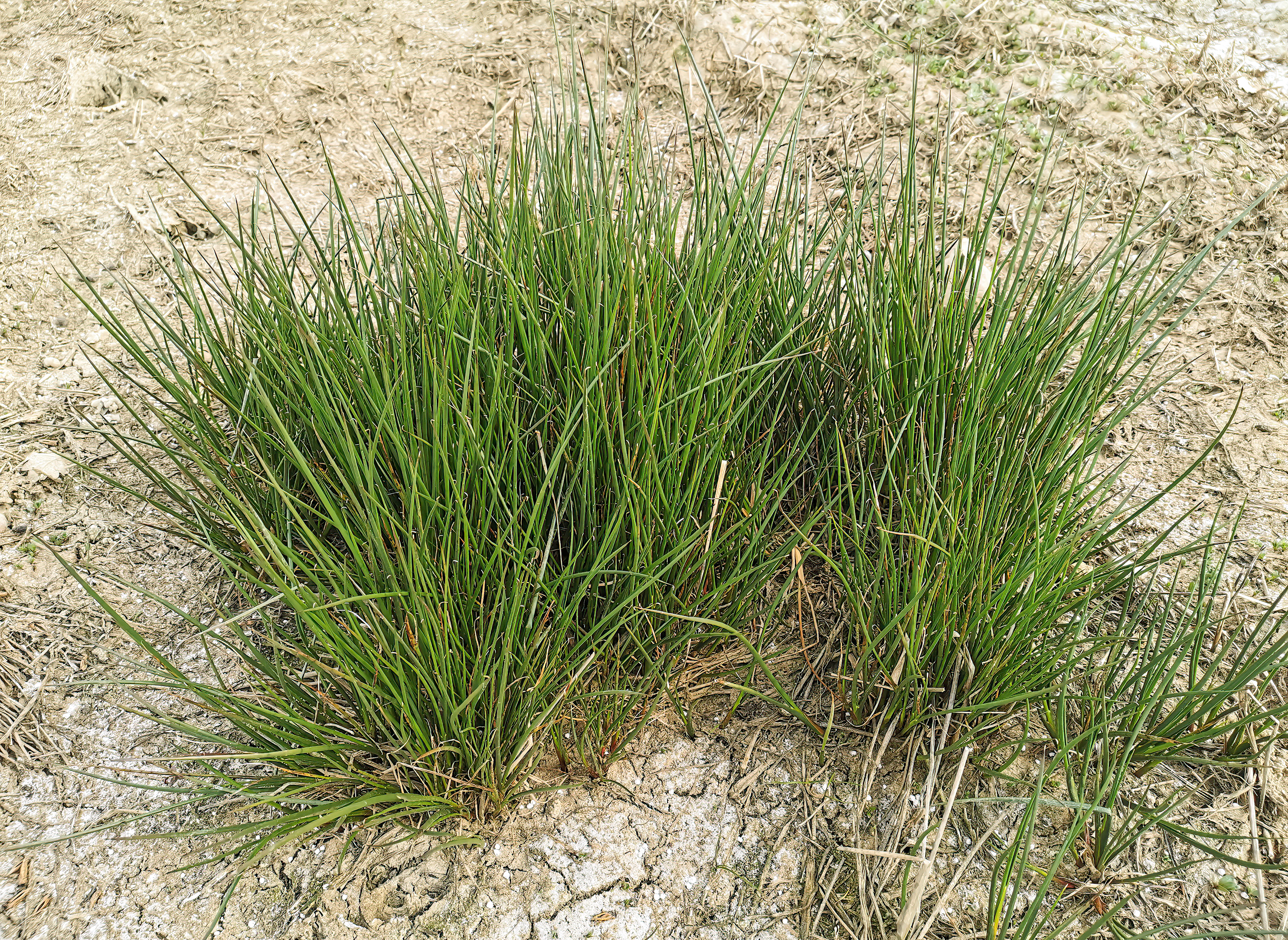
Jeunes Plantes

## Reproduction
La floraison a lieu de mai à septembre. La pollinisation se fait par les insectes (entomogamie). Le fruit sec (follicule) forme une petite capsule. Les graines sont dispersées par les mouvements de l’eau (hydrochorie) ou transportées accrochées aux poils, pattes, plumes d'un animal (épizoochorie).

## Rôle écologique
Cette plante sert de refuge aux gastéropodes, petits crustacés d'eau douce, bryozoaires, petits poissons, tritons et grenouilles. Elle sert également d'ancrage à de nombreux micro-organismes.
Le rat musqué (Ondatra zibethicus) utilise des parties de la plante pour tapisser son terrier et contribue ainsi à sa dissémination.

## Utilisation
La paille tressée issue de cette plante appelée Igusa au Japon, est utilisée notamment comme enveloppe de couverture dans la fabrication des tatamis ou de la semelle des sandales traditionnelles, les zoris.
En Chine, la paille de jonc épars sert à fabriquer un papier traditionnel. Avec la « barbe de dragon » 龙须草 lóngxūcǎo (son nom chinois) est fabriquée une sorte de papier fait main, bon marché qui se vend bien sur le marché, bien qu'il soit considéré comme une contrefaçon de papier xuan.
Au Moyen Âge en Europe, les paysans utilisaient le jonc pour s'éclairer, les bougies en cire d'abeille étant trop coûteuses et réservées à la noblesse et au clergé. La bougie de jonc était obtenue en séchant la moelle spongieuse du jonc, et en l'enduisant de suif.